# Frank-Walter Steinmeier
Frank-Walter Steinmeier ([ˈfʁaŋkˌvaltɐ ˈʃtaɪ̯nˌmaɪ̯.ɐ]; sinh ngày 5 tháng 1 năm 1956) là chính trị gia người Đức thuộc đảng Dân chủ Xã hội Đức (SPD),là Tổng thống Đức đương nhiệm và từng giữ chức Bộ trưởng Bộ Ngoại giao Đức lần thứ 2 từ năm 2013. Ông đã giữ chức vụ này trước đó từ năm 2005 tới 2009.
Từ 1999 tới 2005, Steinmeier là giám đốc văn phòng Thủ tướng dưới thời Gerhard Schröder. Bên cạnh công việc bộ trưởng bộ ngoại giao từ 2005 tới 2009, ông từ 2007 tới 2009 cũng là phó thủ tướng Đức. Vào tháng 10 năm 2008, Steinmeier được chọn làm ứng viên thủ tướng của đảng SPD trong kỳ bầu cử quốc hội Đức 2009. Tuy nhiên ông bị đánh bại bởi thủ tướng đương nhiệm Angela Merkel của đảng CDU.
Trong tháng 11 năm 2016, ông được chọn làm ứng cử viên của liên minh cầm quyền gồm đảng của ông và CDU / CSU cho chức vụ Tổng thống Đức, và do đó chắc chắn sẽ trở thành Tổng thống tương lai, vì liên minh nắm giữ một đa số lớn trong Hội nghị Liên bang Đức. Cuộc bầu cử được tổ chức vào ngày 12 tháng 2 năm 2017.
Ngày 12 tháng 2 năm 2017, ông được chọn là tổng thống thứ 12 của Đức và chính thức trở thành tổng thống Đức từ ngày 18 tháng 3 năm 2017.

## Nguồn gốc và học vấn

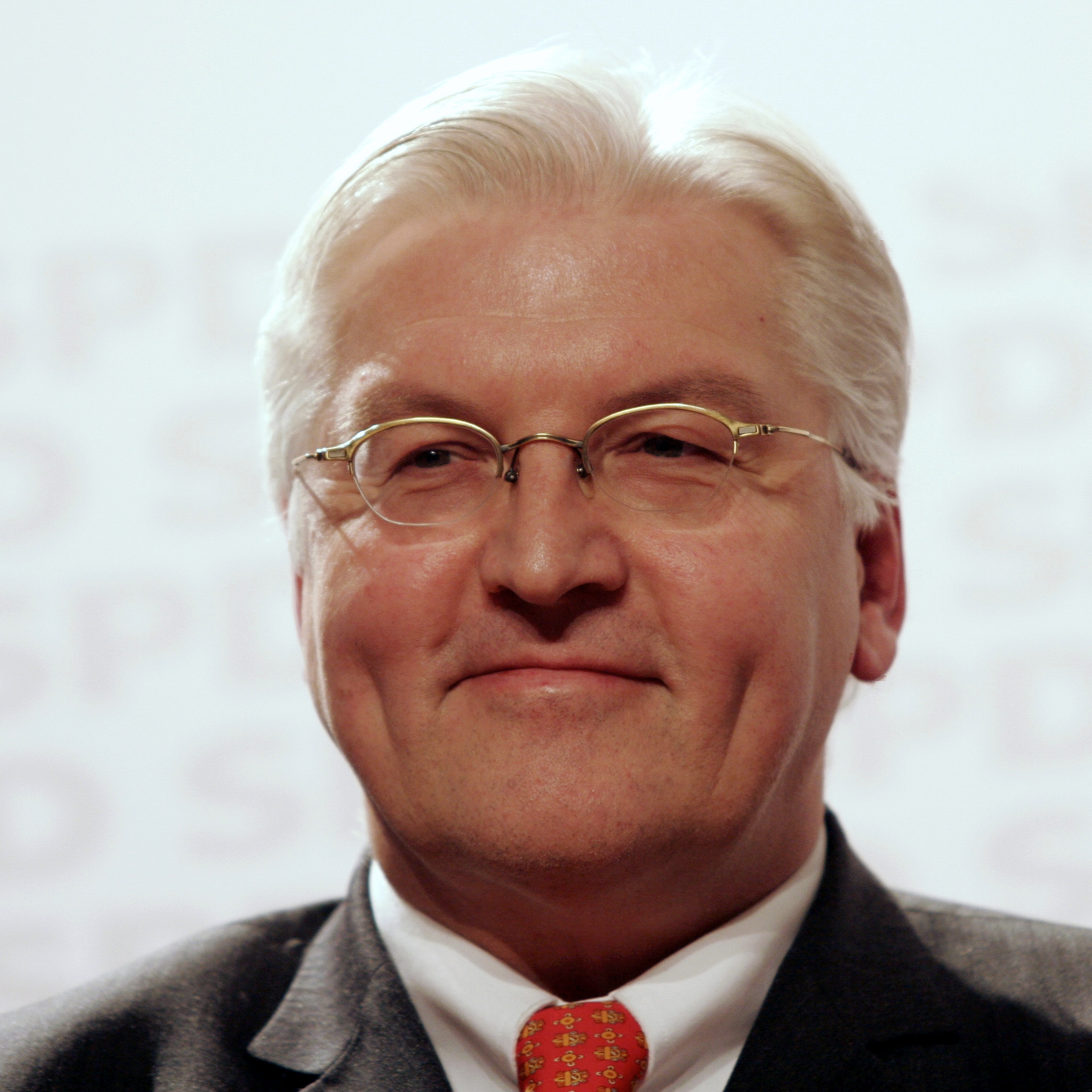
Tổng thống Frank-Walter Steinmeier năm 2019

### Lãnh đạo phe đối lập, 2009–2013

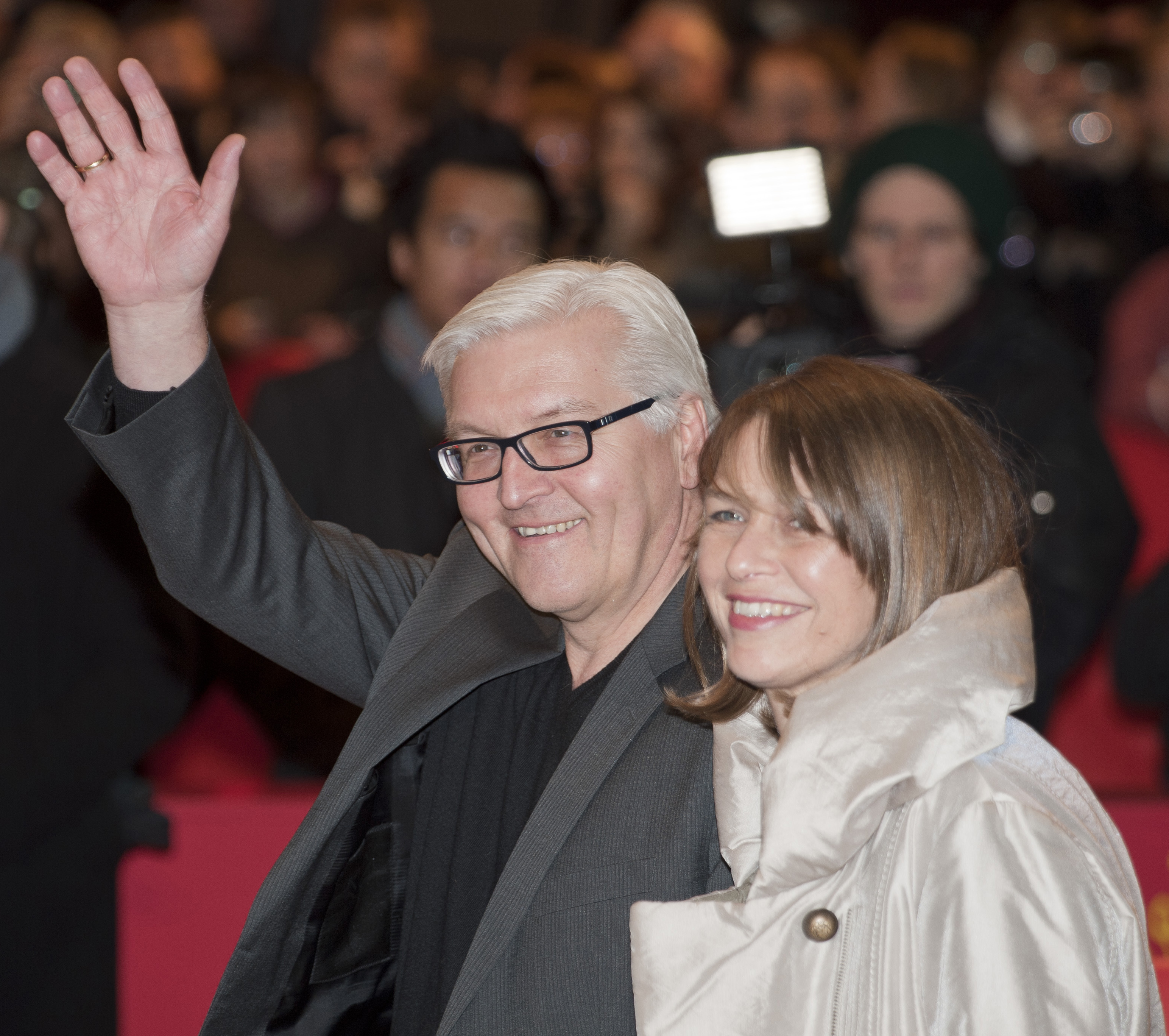
Steinmeier với vợ Elke Büdenbender tại Berlinale 2011

### Bộ trưởng ngoại giao lần 2, 2013-2017

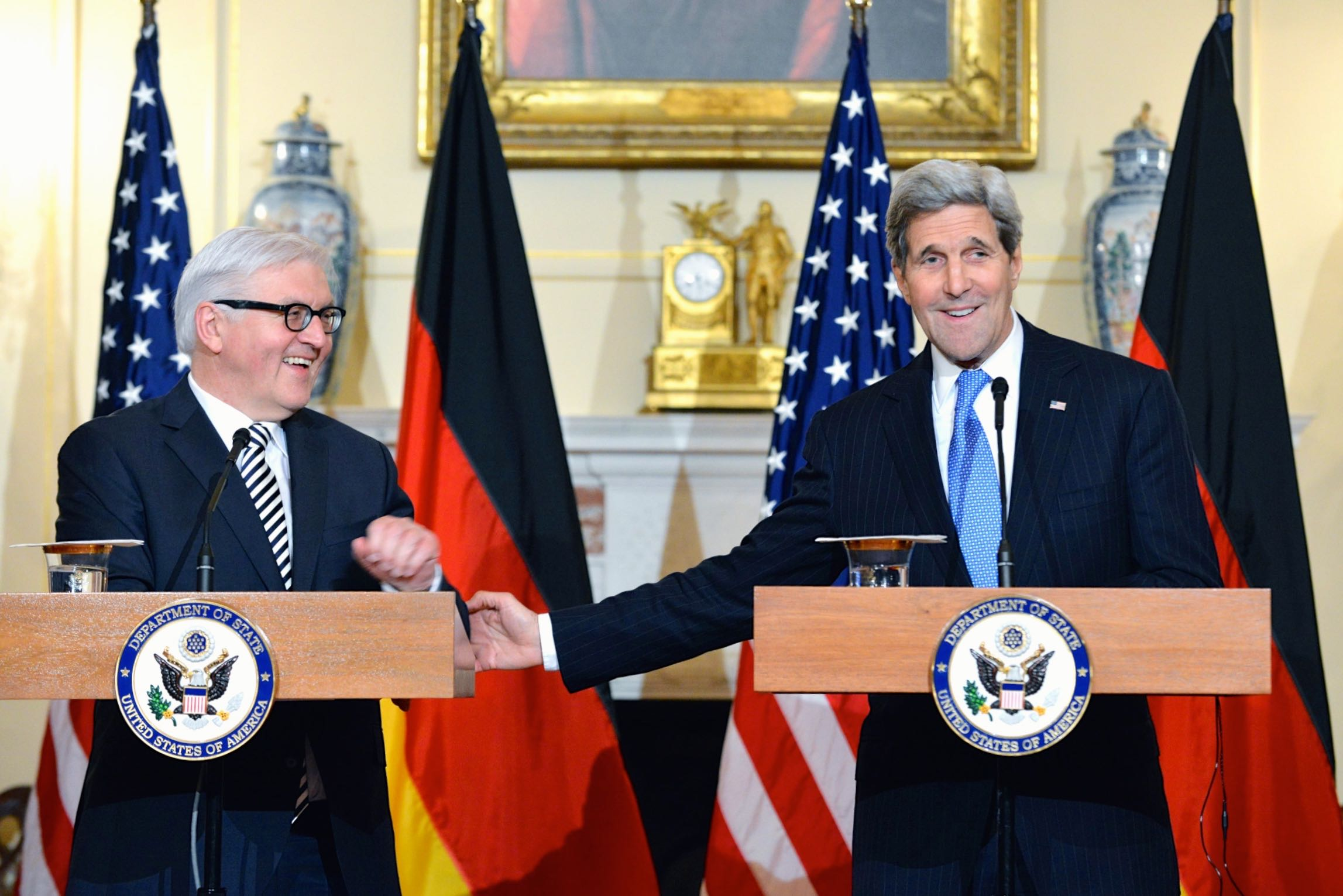
Steinmeier với John Kerry tại tháng 3 năm 2015

## Tổng thống Cộng hòa Liên bang Đức (2017-nay)

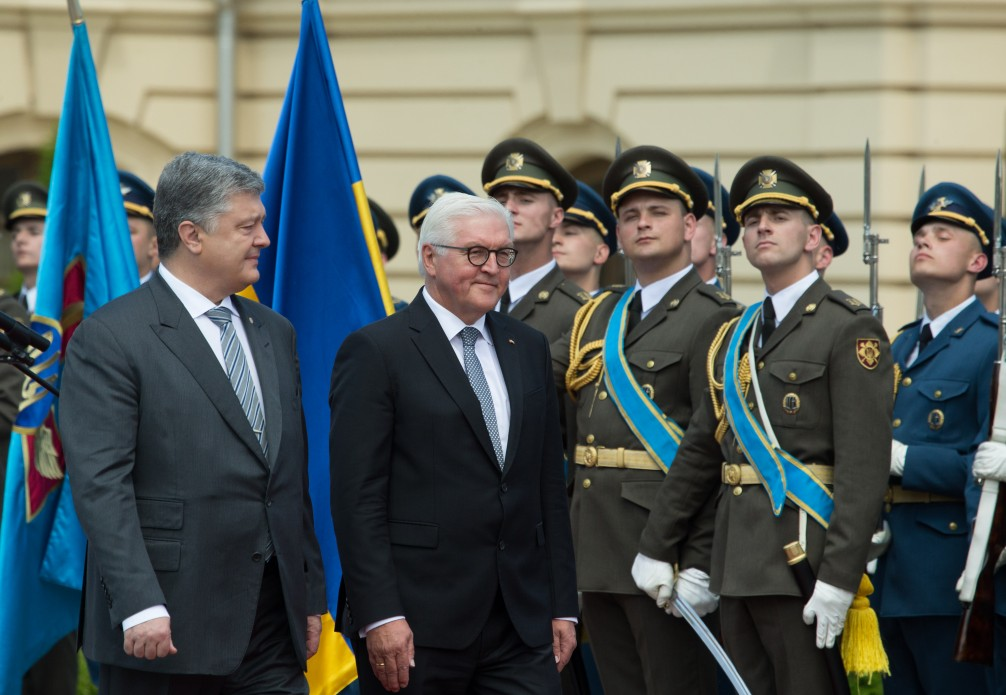
Steinmeier với Tổng thống Petro Poroshenko tại Kiev, 29 tháng 5 năm 2018